# Antonio Fernández Gómez
Antonio Fernández Gómez (Tomiño, 16 de fevereiro de 1882 - 20 de novembro de 1970) foi um pintor galego.

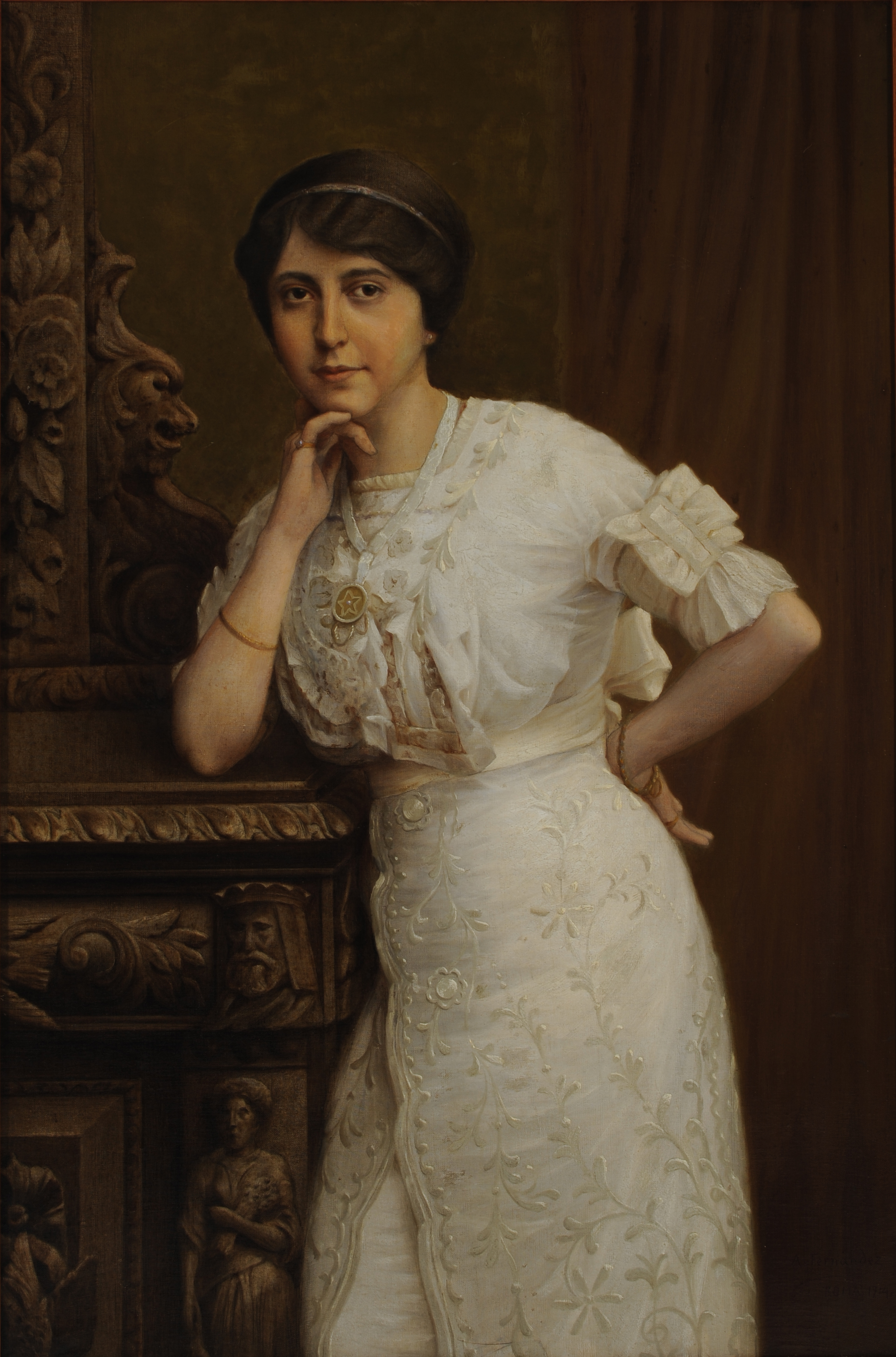
Retrato de Dona Matilde Melchert de Soares, de Fernández Gómez, no Acervo do Museu Paulista

## Trajetória
Formou-se no Brasil, país ao qual emigrou com doze anos, e ali recebeu lições do fotógrafo e pintor de origem alemã Karl Ernst Papf. Em 1903 foi a Galiza e daí a Madrid, onde se dedicou a copiar os mestres do Museu do Prado. Foi de novo a Brasil. Em 1929 regressou a Goián, colaborando como escritor e autor em Heraldo Guardés, Nuevo Heraldo, Ele Agro de Tomiño, Vida Gallega, Ele Pueblo Gallego e Blanco y Preto. Na guerra civil saiu várias vezes do país e viveu várias vicissitudes.
No livro El mundo visto a los ochenta años do prêmio Nobel Santiago Ramón y Cajal, é dito sobre Antonio Fernández que faz paisagens belas e fieis.[carece de fontes?]
Membro da Real Academia de Belas Artes Nossa Senhora do Rosario, há obras suas em quase todas as pinacotecas da Galiza, incluindo o Museu Provincial de Lugo, o Museu Quiñones de León/Pinacoteca Francisco Fernández dele Riego, a Colecção Afundación e a colecção da Fundação María José Jove.